# Championnat de Corée du Sud de football 1983
Navigation
Saison suivante
La saison 1983 du Championnat de Corée du Sud de football était la toute première édition de la première division sud-coréenne à poule unique, la K-League. Cinq clubs (2 clubs professionnels et 3 clubs amateurs) prennent part au championnat qui est organisé en séries, qui permet ainsi aux clubs de rencontrer 4 fois chacun de ses adversaires.
C'est le club d'Hallelujah FC, basé à Gyeonggi, qui remporte cette première édition en terminant en tête du classement, avec un point d'avance sur Daewoo et 3 sur Yukong Kokkiri. C'est donc le tout premier titre de champion de Corée du Sud du club.

## Les 5 clubs participants
| - Yukong Kokkiri - Daewoo - Hallelujah FC - Kookmin Bank FC - POSCO |

## Compétition

### Classement
Le barème de points servant à établir le classement se décompose ainsi :
- Victoire : 2 points
- Match nul : 1 point
- Défaite : 0 point

| Rang | Équipe          | Pts | J  | G | N | P  | Bp | Bc | Diff |
| ---- | --------------- | --- | -- | - | - | -- | -- | -- | ---- |
| 1.   | Hallelujah FC   | 20  | 16 | 6 | 8 | 2  | 28 | 20 | +8   |
| 2.   | Daewoo          | 19  | 16 | 6 | 7 | 3  | 21 | 14 | +7   |
| 3.   | Yukong Kokkiri  | 17  | 16 | 5 | 7 | 4  | 26 | 22 | +4   |
| 4.   | POSCO           | 16  | 16 | 6 | 4 | 6  | 21 | 21 | 0    |
| 5.   | Kookmin Bank FC | 8   | 16 | 3 | 2 | 11 | 11 | 30 | -19  |

|  | Vainqueur du championnat 1983 |
|  | T Tenant du titre             |

## Bilan de la saison
| Championnat de Corée du Sud de football 1983 |                           |
| Champion                                     | Hallelujah FC (1er titre) |
| Coupes et trophées                           |                           |
| Vainqueur de la Coupe de Corée du Sud 1983   | Non disputée              |
| Promotions et relégations                    |                           |
| Promus en K-League                           | Aucun                     |
| Relégués en K-League 2                       | Aucun                     |